# Nel regno della fantasia (romanzo)
Nel regno della fantasia è un romanzo per ragazzi di ambientazione fantasy del 2003 di Geronimo Stilton, pseudonimo di Elisabetta Dami; è stato il primo libro con puzze, profumi e colonna sonora. Ha avuto più di 17 seguiti.

## Trama
Geronimo Stilton torna a casa dopo una dura giornata di lavoro, ma appena entra scopre che la corrente non funziona. Andato in soffitta a prendere un candelabro, inciampa e sviene. Al suo risveglio trova un carillon con incastonate sette pietre preziose e dentro una pergamena scritta in fantasico, una lingua in simboli sconosciuta, e una chiave. Attraverso una scala di polvere d'oro che appare fuori dalla sua finestra, Geronimo sale fino ad una porta d'oro e la apre con la chiave. Al di là trova il ranocchio Scribacchius che traduce il fantasico: la pergamena è una richiesta d'aiuto di Floridiana del Flor, la regina del regno delle fate, che è stato quasi distrutto da Stria, la regina del regno delle streghe e Geronimo scopre di trovarsi nel regno della fantasia.

## Regni attraversati
1. Regno delle Streghe
2. Regno delle Sirene
3. Regno dei Draghi di Fuoco[N 1]
4. Regno dei Folletti
5. Regno degli Gnomi
6. Regno dei Giganti del Nord[N 2]
7. Regno delle Fate

## Personaggi
- Geronimo Stilton è il protagonista della saga, è un giornalista che si ritrova a compiere viaggi straordinari. Ha paura di tutto ma viene soprannominato da Scribacchinus Cavaliere Senza Macchia e Senza Paura, ed è stato scelto dalla Regina delle Fate come salvatore.
- Scribacchinus Scribacchius, rospo letterato, è la guida di Geronimo nel Regno della Fantasia: ha il compito di portarlo fino al Regno delle Fate per salvare la regina Floridiana.
- Stria, Regina delle Streghe, è crudele e minaccia di uccidere Geronimo e Scribacchinus.
- Thàlassa dei Sirenoidi, Regina delle Sirene, è vanitosa e vorrebbe sposare Geronimo.
- Tizzone III da Granbrace, Re dei Draghi, da moltissimi anni non permette a nessuno della corte di ridere dato che gli manca un dente. Una volta che Geronimo gli ha consegnato un dente sostitutivo è grato al Cavaliere e gli permette di continuare il viaggio, fornendogli come guida la nipote Principessa Zolfilla.
- Principessina Zolfilla è una draghetta curiosa e indisciplinata che si unisce alla Compagnia della Fantasia per saltare la scuola. Il Re dei Draghi Tizzone III da Granbrace è suo zio.
- Tric è un folletto dispettoso che fa da guida alla Compagnia della Fantasia nel Regno dei Folletti e poi decide di unirvisi.
- Boletus, Re degli Gnomi, è ospitale e allegro, è sinceramente affezionato ai suoi amici e vuole sempre rendersi utile.
- Fritillaria, Regina degli Gnomi, è una bravissima cuoca, si preoccupa sempre che tutti mangino abbastanza.
- Fortecuore è l'ultimo dei giganti, dato che tutti gli altri sono stati seppelliti da una valanga. È l'ultimo figlio del precedente Re dei Giganti del Nord.

## Seguiti
2. Secondo viaggio nel regno della fantasia - Alla ricerca della felicità

3. Terzo viaggio nel regno della fantasia

4. Quarto viaggio nel regno della fantasia

5. Quinto viaggio nel regno della fantasia

6. Sesto viaggio nel regno della fantasia

7. Settimo viaggio nel regno della fantasia

8. Ottavo viaggio nel regno della fantasia

9. Grande ritorno nel regno della fantasia

10. Nono viaggio nel regno della fantasia

11. Grande ritorno nel regno della fantasia 2

12. Decimo viaggio nel regno della fantasia

13. Le origini del regno della fantasia

14. Nel regno della fantasia - Il grande segreto

15. Undicesimo viaggio nel regno della fantasia

16. L'impero della fantasia

17. I custodi del regno della fantasia